# HD 36689
HD 36689，又名CP-62 479，SAO 249288、HR 1867，是一颗恒星，视星等为6.59，位于銀經271.57，銀緯-33.29，其B1900.0坐标为赤經5h 28m 22.6s，赤緯-62° -33.29′ 21″。